# Maumelle
Maumelle ist eine Stadt im Pulaski County im US-amerikanischen Bundesstaat Arkansas und ein nordwestlicher Vorort von Little Rock. 2000 hatte Maumelle 10.557 Einwohner.
Der Ort wurde durch Jess Odom aufgrund des Urban Growth and New Community Development Act gegründet und entstand geplant auf der grünen Wiese. Geplant wurde Maumelle von Albert Mayer. Nach Schätzungen des Census Bureaus betrug 2005 die Einwohnerzahl 14.318.

## Geografie
Maumelle liegt rund 15 Kilometer nordwestlich von Little Rock und etwa drei Kilometer südwestlich des U.S. Highway 40 sowie drei Kilometer nordöstlich des Arkansas Rivers.
Nach den Angaben des United States Census Bureau hat Maumelle eine Fläche von 24,0 km², wovom 22,8 km² auf Land und 1,2 km² (= 5,07 %) auf Gewässer entfallen.

## Demografische Daten
Zum Zeitpunkt des United States Census 2000 bewohnten Maumelle 10.557 Personen. Die Bevölkerungsdichte betrug 463,2 Personen pro km². Es gab 4294 Wohneinheiten, durchschnittlich 188,4 pro km². Die Bevölkerung bestand zu 92,45 % aus Weißen, 4,89 % Schwarzen oder African American, 0,50 % Native American, 0,78 % Asian, 0,01 % Pacific Islander, 0,41 % gaben an, anderen Rassen anzugehören und 0,97 % nannten zwei oder mehr Rassen. 1,77 % der Bevölkerung erklärten, Hispanos oder Latinos jeglicher Rasse zu sein.
Die Bewohner Maumelles verteilten sich auf 4128 Haushalte, von denen in 39,4 % Kinder unter 18 Jahren lebten. 66,8 % der Haushalte stellten Verheiratete, 8,0 % hatten einen weiblichen Haushaltsvorstand ohne Ehemann und 23,1 % bildeten keine Familien. 19,8 % der Haushalte bestanden aus Einzelpersonen und in 6,0 % aller Haushalte lebte jemand im Alter von 65 Jahren oder mehr alleine. Die durchschnittliche Haushaltsgröße betrug 2,54 und die durchschnittliche Familiengröße 2,94 Personen.
Die Stadtbevölkerung verteilte sich auf 27,1 % Minderjährige, 5,6 % 18–24-Jährige, 35,2 % 25–44-Jährige, 25,5 % 45–64-Jährige und 6,6 % im Alter von 65 Jahren oder mehr. Das Durchschnittsalter betrug 36 Jahre. Auf jeweils 100 Frauen entfielen 93,2 Männer. Bei den über 18-Jährigen entfielen auf 100 Frauen 88,9 Männer.
Das mittlere Haushaltseinkommen in Maumelle betrug 65.534 US-Dollar und das mittlere Familieneinkommen erreichte die Höhe von 71.826 US-Dollar. (Das sind die höchsten Werte in Arkansas.) Das Durchschnittseinkommen der Männer betrug 50.220 US-Dollar, gegenüber 35.461 US-Dollar bei den Frauen. Das Pro-Kopf-Einkommen in Maumelle war 30.013 US-Dollar. 2,9 % der Bevölkerung und 1,3 % der Familien hatten ein Einkommen unterhalb der Armutsgrenze, davon waren 2,7 % der Minderjährigen und 15,2 % der Altersgruppe 65 Jahre und mehr betroffen.